# DiMarzio
Die DiMarzio, Inc. (früher: DiMarzio Musical Instrument Pickups, Inc.) ist ein US-amerikanisches Unternehmen, das von Larry DiMarzio gegründet wurde und unter anderem elektromagnetische Tonabnehmer für E-Gitarren und E-Bässe herstellt. Vertrieb und Verwaltung des Unternehmens befinden sich in Richmond Terrace, auf Staten Island, in New York City. Als offizielle deutsche Niederlassung gilt die Sound Service GmbH in Rangsdorf, Deutschland.
Bekannte Tonabnehmer-Modelle von DiMarzio sind:
- Super Distortion
- Mega Drive
- Tone Zone
- X2N
- HS3
- Virtual Vintage und
- Evolution

DiMarzio hat sich mittlerweile am Markt etabliert, so dass die Tonabnehmer bei Instrumentenherstellern wie dem japanischen Unternehmen Ibanez (Prestige-Serie und Custom Shop) und beim US-Hersteller Music Man serienmäßig Verwendung finden. Bei vielen DiMarzio-Tonabnehmern können die Polköpfe der Magneten (englisch: Pole pieces) mit einem Inbusschlüssel in der Höhe justiert werden, ein typisches Merkmal für DiMarzio. DiMarzio bietet zudem hochwertige Instrumenten-, Speaker- und Patchkabel an.

## Abnehmer
Zu den Kunden gehören beziehungsweise gehörten unter anderem die Gitarristen Eddie Van Halen, Phil Collen, David Gilmour, Greg Howe, Pete Townshend, Kurt Cobain, Steve Vai, Joe Satriani, John Petrucci, Paul Gilbert, Ace Frehley, Buckethead, Steve Lukather, Yngwie Malmsteen, Steve Morse, Al Di Meola, Farin Urlaub, Vinnie Moore, Jerry Garcia und Richie Sambora.